# فيجاي كومار داتا
فيجاي كومار داتا (بالهندية: विजय कुमार दत्ता؛ بالإنجليزية: Vijay Kumar Datta) هو قائد عسكري هندي، ولد في 1950م.